# Блайнд Блэйк
Блайнд Блэйк (англ. "Blind" Blake, предположительно настоящее имя — Arthur Blake; родился в 1893, предположительно в городе Джэксонвилл, штат Флорида; умер в 1933) — певец и гитарист в стиле блюз. 

## Биография
О его биографии известно очень мало. Звукозаписывающая студия Paramount Records указывала местом его рождения город Джэксонвилл в штате Флорида. Практически ничего неизвестно о его жизни и смерти. Согласно некоторым источникам его настоящее имя Артур Фелпс (Arthur Phelps). Тем не менее практически на всех его записях автор указан как Артур Блэйк (Arthur Blake).

## Дискография
Первые его записи датируются 1926 годом, это альбом «West Coast Blues». Последние записи были сделаны в 1933 году, альбом «Champagne Charlie Is My Name», это является спорным, так как многие критики сходятся во мнении, что альбом записан в стиле, не присущем для Блайнда Блэйка, возможно что им была записана только одна сторона пластинки.